# 吉玛公馆
吉玛公馆（Hôtel Guimard）是一座新艺术运动风格的住宅，由艾克特·吉玛建于1909–1912年，从1913年直到1937年离开法国前往美国，这里用作他的住宅和他的建筑工作室，以及他妻子阿黛琳·奥本海姆·吉玛的绘画工作室。此前在他的贝朗格城堡（Castel Béranger）的底层经营建筑业务，主要是公寓。。这被认为是他成熟风格中幸存下来的最好的例子之一。  位于法国巴黎十六区莫扎特大街122号。莫扎特大街是一条享有盛誉的街道，拥有不少豪宅。
1942年建筑师去世后，他的妻子将这座房子连同内部物品交给法国政府，遭到拒绝，这座建筑被改建成公寓，家具散落各处。 餐厅今天位于小皇宫； 卧室在里昂美术馆；书房在南锡派美术馆；其他家具在纽约的柯柏联盟学院和现代艺术博物馆。